# Gunnar Randers
Gunnar Randers (* 28. April 1914 in Oslo, Norwegen; † 7. Februar 1992 ebenda) war ein norwegischer Physiker.

## Ausbildung
Randers besuchte die Fagerborg-Schule und schloss sie 1932 mit dem Abitur ab. Er studierte bis 1937 Astrophysik an der Universität Oslo. Dann arbeitete er als wissenschaftlicher Mitarbeiter bei Svein Rosseland.
Kurz vor Kriegsbeginn reiste Randers in die Vereinigten Staaten und setzte seine Studien zunächst an der Harvard University und am Mount-Wilson-Observatorium in Kalifornien, dann am Yerkes-Observatorium in Wisconsin und an der University of Chicago fort. In dieser Zeit arbeitete Randers auch einige Zeit mit Albert Einstein zusammen.

## Zweiter Weltkrieg
1942 schloss Randers sich der Norwegischen Exilarmee in Großbritannien an. Er bekam eine Stelle beim britischen Versorgungsministerium, wo er an der Entwicklung von Radar- und Abstandszündern arbeitete. 1944 wechselte er zum amerikanischen Militärgeheimdienst. Hier arbeitete er an der Alsos-Mission mit. 1945 war er Major der norwegischen Armee.

## Berufliche Tätigkeiten und Ämter nach 1945
Nach der Befreiung Norwegens von den deutschen Okkupanten wurde Randers Direktor des Astrophysikalischen Instituts in Blindern. Außerdem leitete er das Nuklearkomitee beim Forschungsinstitut des Norwegischen Verteidigungsministeriums (damals: FOTU, jetzt: FFI). 1946 wurde Randers Leiter der Physikabteilung dieses Instituts in Kjeller. Er leitete nun die Kernenergieforschung mit dem Ziel, in Norwegen einen Forschungsreaktor zu bauen. Dabei wurde er vom Verteidigungsminister Jens Christian Hauge und vom Physiker Odd Dahl unterstützt. Diese Pläne scheiterten jedoch am Widerstand der akademischen Forschungseinrichtungen Norwegens, die eine Militarisierung der norwegischen Kernenergieforschung befürchteten. Deshalb schwenkten Randers, Hauge und Dahl auf die zivile Schirmherrschaft für ihr Reaktorprojekt um, was Erfolg hatte. 1948 wurde Randers die Verantwortung für den Aufbau des Instituts für Atomenergie (Institutt for atomenergi, IFA), ab 1980: Institut für Energietechnik (Institutt for energiteknikk, IFE), übertragen.
Randers entwickelte nun zusammen mit Dahl einen ersten Versuchsreaktor (JEEP), der in Norwegen erzeugtes schweres Wasser und aus den Niederlanden importiertes Uran verwendete. 1951 nahm Norwegen als sechstes Land weltweit (nach den USA, Großbritannien, der Sowjetunion, Frankreich und Kanada) seinen Versuchsreaktor in Betrieb. In den nächsten 15 Jahren leitete Randers die Entwicklung weiterer Kernreaktoren (Haldenreaktor: 1958, NORA: 1961, JEEP-2: 1966).
Von 1968 bis 1973 war Randers Vize-Generalsekretär der NATO für wissenschaftliche Fragen. 1973 kehrte er nach Norwegen zurück. Er schrieb seine Memoiren. Dann arbeitete er als Berater für die Bechtel Corporation und von 1975 bis 1980 als Geschäftsführer von Scandpower.
Neben seiner beruflichen Tätigkeit bemühte sich Randers um die Verbindung von Forschung und Politik. Er war persönlicher Berater des UN-Generalsekretärs Dag Hammarskjöld, er war Vorsitzender der European Atomic Energy Society, des norwegischen Atomenergierats, der norwegischen Entwicklungsagentur und Mitglied des norwegischen Energierats.

## Forschungsinteressen
Randers beschäftigte sich mit dem Einsatz der Kernenergie auf Schiffen unnd in zivilen Atomkraftwerken. Seine Forschungen erlangten große Bedeutung auf den Gebieten Prozessindustrie, der Mineralölindustrie und in der Elektroindustrie.

## Preise und Anerkennungen
Randers war seit 1946 Mitglied der Norwegischen Akademie der Wissenschaften. 1955 erhielt er den St. Olav-Orden (Klasse: Kommandeur). Außerdem war er Träger mehrerer ausländischer Orden und Auszeichnungen. 2001 stiftete das Departement Energietechnik einen Forschungspreis, der den Namen von Gunnar Randers trägt.

## Familie
Randers’ Mutter war Magna Fernanda, geborene Brodtkorb (1890–1956), sein Vater war der Ingenieur Gunnar Randers (1877–1963). Randers war verheiratet mit Engelke Irgens Rynning Randers, geborene Koren (1918–2017). Sein Sohn ist der Zukunftsforscher Jørgen Randers (* 1945).
Der Halbbruder des Physikers Gunnar Randers ist der Bergsteiger Arne Randers Heen, den sein Vater mit der Näherin Sofie Eriksdatter Heen (1877–1959) zeugte. Kristofer Randers war ebenfalls ein Verwandter. Der Urgroßvater von Randers war der Onkel von Kristofer Randers.

## Veröffentlichungen (Auswahl)
- Lysår, Gyldendal, Oslo, 1975, ISBN 82-05-08326-6 online mit norwegischer IP
- Reaktoren og bomben, Cappelen, Oslo, 1968 online mit norwegischer IP
- Atomenergien som kulturfaktor, Norsk teknisk museum, Oslo, 1957
- Atomenergi som industriell kraftkilde,  Institutt for atomenergi, Kjeller, 1953 online mit norwegischer IP
- Atomer og sunn fornuft, Aschehoug, Oslo, 1950 online mit norwegischer IP
- Atomkraften: verdens håp eller undergang, Cappelen, Oslo, 1946 online mit norwegischer IP
- Convection currents in rotating stars, Dybwad, Oslo, 1939 in  Astrophysica Norvegica, Vol. 3, Nr. 4, S. 98–114 online mit norwegischer IP